# Macy's, Inc.
Macy's, Inc. er en amerikansk detailhandelskoncern og holdingselskab. Datterselskaberne i koncernen omfatter stormagasinkæden Macy's, luksus-stormagasinkæden Bloomingdale's og beauty-kæden Bluemercury. Macy's, Inc. har hovedkvarter på Macy's Herald Square i New York City. Virksomheden har i alt 787 forretninger i USA. Federated Department Stores, Inc., som virksomheden oprindeligt hed, blev etableret i 1929.